# Sonny Fredie-Pedersen
Sonny Fredie-Pedersen (født 6. oktober 1986 i København, Danmark) er en dansk entertainer.
Ved teatret har Pedersen bragt liv til bemærkelsesværdige karakterer som 'Danny Zuko' i Grease - The Musical, 'Baby John' i West Side Story, 'Troy Bolton' i High School Musical - On Stage og 'Bjørn' i Gummi Tarzan - The Musical.
I 2020 deltog Fredie-Pedersen, som dansekaptajn og dommer, i underholdningsprogrammet Den Vildeste Danser på TV2.
I august 2022 blev det afsløret, at Fredie-Pedersen vil være dommer i Vild med dans.